# ۲ان۳۰۵۵
۲ان۳۰۵۵ (2N3055) یک ترانزیستور قدرت ان‌پی‌ان سیلیکونی است که برای کاربردهایی با هدف عمومی در نظر گرفته شده است. آن در اوایل ۱۹۶۰ توسط آرسی‌ای با استفاده از یک فرایند ترانزیستور قدرت همگون، تغییر به برآرایی بیس در اواسط ۱۹۷۰ معرفی شد. شماره‌گذاری آن از استاندارد JEDEC پیروی می‌کند. این یک نوع ترانزیستور از دارای محبوبیتی ماندگار است.

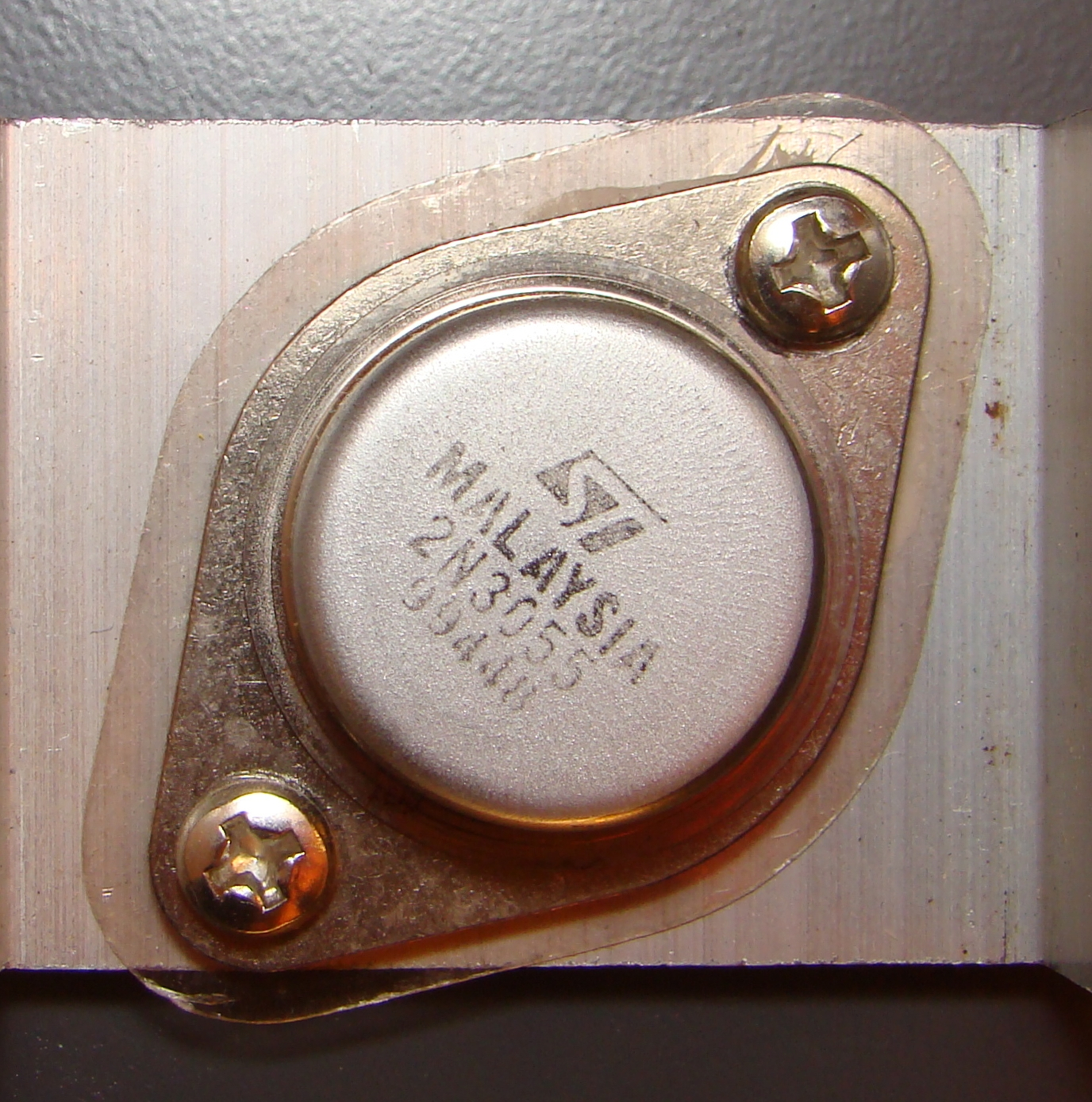
ترانزیستور 2N3055 بر روی گرماگیر آلومینیومی نصب شده است. یک عایق میکا به‌صورت الکتریکی بدنه ترانزیستور را از گرماگیر جدا می‌کند.

## مشخصات فنی
مشخصات دقیق عملکرد به تولیدکننده و تاریخ بستگی دارد. قبل از انتقال نسخه، بیس برآرایی در اواسط دهه ۱۹۷۰، f T می‌توانست حداقل ۰٫۸ مگاهرتز باشد، به عنوان مثال . 
| شرکت تولید کننده | تاریخ | VCEO         | VCBO | VCER (100 اهم) | IC              | IB     | PD @ TC = ۲۵ درجه. | hfe (تست پالس)           | fT          |
| ---------------- | ----- | ------------ | ---- | -------------- | --------------- | ------ | ------------------ | ------------------------ | ----------- |
| آرسی‌ای           | ۱۹۶۷  | ۶۰ ولت (sus) | ۱۰۰  | ۷۰ ولت         | ۱۵ آمپر         | ۷ آمپر | ۱۱۵ وات            | ۲۰-۷۰ (در IC = ۴A پالس ) | داده نشده   |
| آن سمیکانداکتر   | ۲۰۰۵  | ۶۰ ولت       | ۱۰۰  | ۷۰ ولت         | ۱۵ آمپر (مداوم) | ۷ آمپر | ۱۱۵ وات            | ۲۰-۷۰ (در IC = ۴A)       | 2.5 مگاهرتز |

بسته‌بندی شده در سبک بدنه TO-3، دارای ۱۵ آمپر، ۶۰ ولت (یا بیشتر در پایین)، توان ترانزیستور ۱۱۵ وات با β (بهره جریان مستقیم) ۲۰ تا ۷۰ در جریان کلکتور ۴ آمپر (این ممکن است، هنگام آزمایش با استفاده از آومتر، ۱۰۰ تا ۲۰۰ باشد ). اغلب فرکانس قطعای حدود ۳٫۰ مگاهرتز دارد و ۶ مگاهرتز برای 2N3055A معمولی است. در این فرکانس، میزان جریان (بتا) محاسبه‌شده به ۱ کاهش یافته و نشان می‌دهد ترانزیستور دیگر نمی‌تواند تقویت مفیدی در  امیتر مشترک ارائه دهد. فرکانسی که در آن بهره  شروع به کاهش می‌یابد ممکن است بسیار پایین‌تر باشد، در زیر مشاهده کنید.

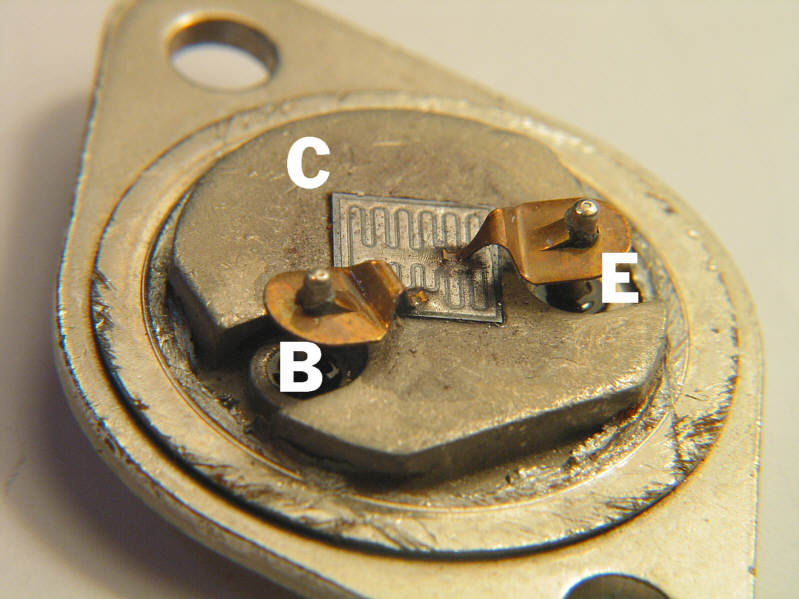
درون ترانزیستور 2N3055.

## قطعات مرتبط
MJ2955 ( پی‌ان‌پی ) که امروز نیز با استفاده از فرایند برآرایی تولید می‌شود، یک ترانزیستور مکمل برای 2N3055 است. 
نسخه TO-3 P (بدنه پلاستیکی) از 2N3055 و قطعه مکمل آن MJ2955 به‌ترتیب TIP3055 و TIP2955 با نرخ توان اتلاف کمی کاهش یافته. 